# القارة (رصد)

تعديل مصدري - تعديل

القارة هي إحدى قرى عزلة القارة بمديرية رصد التابعة لمحافظة أبين، بلغ تعداد سكانها 119 نسمة حسب تعداد اليمن لعام 2004.